# Bofrost Cup on Ice
La Bofrost Cup on Ice (denominata Fujifilm Trophy nel 1986 e 1987, Nations Cup dal 1989 al 1997 e Sparkassen Cup on Ice dal 1998 al 2001 è stata una gara annuale di pattinaggio di figura che ha fatto parte del circuito del Grand Prix dal 1986 al 2002. Nel momento in cui è stata sostituira all'interno del circuito dalla Cup of China, gli organizzatori hanno modificato la formula della gara strutturandola su una competizione di salti seguita da un programma libero. Sono state assegnate medaglie nelle gare individuali maschile e femminile, di coppia e di danza su ghiaccio.

## Albo d’oro

### Individuale maschile
| Anno | Località      | Oro                    | Argento               | Bronzo                 | Ref.        |
| 1986 | Francoforte   | Petr Barna             | Alessandro Riccitelli | Zhang Shubin           | [ 2 ]       |
| 1987 | Francoforte   | Christopher Bowman     | Vladimir Petrenko     | Makoto Kano            | [ 2 ]       |
| 1989 | Gelsenkirchen | Petr Barna             | Viktor Petrenko       | Paul Wylie             | [ 2 ]       |
| 1990 | Gelsenkirchen | Kurt Browning          | Todd Eldredge         | Ronny Winkler          | [ 2 ]       |
| 1991 | Gelsenkirchen | Mark Mitchell          | Mirko Eichhorn        | Daniel Weiss           | [ 2 ]       |
| 1992 | Gelsenkirchen | Todd Eldredge          | Aleksej Urmanov       | Viacheslav Zagorodniuk | [ 2 ]       |
| 1993 | Gelsenkirchen | Viktor Petrenko        | Scott Davis           | Sébastien Britten      | [ 2 ]       |
| 1994 | Gelsenkirchen | Elvis Stojko           | Shepherd Clark        | Dmitri Dmitrenko       | [ 2 ]       |
| 1995 | Gelsenkirchen | Viacheslav Zagorodniuk | Aleksej Urmanov       | Todd Eldredge          | [ 3 ]       |
| 1996 | Gelsenkirchen | Aleksej Urmanov        | Dmitri Dmitrenko      | Alexei Yagudin         | [ 3 ]       |
| 1997 | Gelsenkirchen | Elvis Stojko           | Igor Pashkevich       | Alexander Abt          | [ 3 ]       |
| 1998 | Gelsenkirchen | Alexei Yagudin         | Alexander Abt         | Andrejs Vlascenko      | [ 3 ] [ 4 ] |
| 1999 | Gelsenkirchen | Evgeni Plushenko       | Guo Zhengxin          | Matthew Savoie         | [ 3 ] [ 5 ] |
| 2000 | Gelsenkirchen | Evgeni Plushenko       | Timothy Goebel        | Li Chengjiang          | [ 3 ] [ 6 ] |
| 2001 | Gelsenkirchen | Evgeni Plushenko       | Timothy Goebel        | Li Chengjiang          | [ 2 ]       |
| 2002 | Gelsenkirchen | Evgeni Plushenko       | Alexander Abt         | Li Chengjiang          | [ 7 ]       |
| 2003 | Gelsenkirchen | Stefan Lindemann       | Jeffrey Buttle        | Silvio Smalun          | [ 1 ] [ 8 ] |
| 2004 | Gelsenkirchen | Stefan Lindemann       | Ben Ferreira          | Matthew Savoie         | [ 9 ]       |

### Individuale femminile
| Anno | Località      | Oro              | Argento            | Bronzo            | Ref.        |
| 1986 | Francoforte   | Dianne Takeuchi  | Fu Caishu          | Cornelia Renner   | [ 2 ]       |
| 1987 | Francoforte   | Midori Ito       | Jill Trenary       | Natalia Gorbenko  | [ 2 ]       |
| 1989 | Gelsenkirchen | Tonya Harding    | Marina Kielmann    | Patricia Neske    | [ 2 ]       |
| 1990 | Gelsenkirchen | Kristi Yamaguchi | Evelyn Großmann    | Karen Preston     | [ 2 ]       |
| 1991 | Gelsenkirchen | Nancy Kerrigan   | Marina Kielmann    | Laetitia Hubert   | [ 2 ]       |
| 1992 | Gelsenkirchen | Surya Bonaly     | Tanya Bingert      | Marina Kielmann   | [ 2 ]       |
| 1993 | Gelsenkirchen | Tanja Szewczenko | Oksana Baiul       | Rena Inoue        | [ 2 ]       |
| 1994 | Gelsenkirchen | Marina Kielmann  | Elena Liashenko    | Tanja Szewczenko  | [ 2 ]       |
| 1995 | Gelsenkirchen | Michelle Kwan    | Maria Butyrskaya   | Nicole Bobek      | [ 3 ]       |
| 1996 | Gelsenkirchen | Irina Slutskaya  | Tara Lipinski      | Vanessa Gusmeroli | [ 3 ]       |
| 1997 | Gelsenkirchen | Tanja Szewczenko | Irina Slutskaya    | Elena Liashenko   | [ 3 ]       |
| 1998 | Gelsenkirchen | Elena Sokolova   | Yulia Lavrenchuk   | Maria Butyrskaya  | [ 3 ] [ 4 ] |
| 1999 | Gelsenkirchen | Maria Butyrskaya | Elena Liashenko    | Irina Slutskaya   | [ 3 ] [ 5 ] |
| 2000 | Gelsenkirchen | Maria Butyrskaya | Sarah Hughes       | Tat'jana Malinina | [ 3 ] [ 6 ] |
| 2001 | Gelsenkirchen | Maria Butyrskaya | Yoshie Onda        | Angela Nikodinov  | [ 2 ]       |
| 2002 | Gelsenkirchen | Yoshie Onda      | Fumie Suguri       | Susanna Pöykiö    | [ 7 ]       |
| 2003 | Gelsenkirchen | Joannie Rochette | Susanna Pöykiö     | Júlia Sebestyén   | [ 1 ] [ 8 ] |
| 2004 | Gelsenkirchen | Jane Bugaeva     | Constanze Paulinus | Annie Bellemare   | [ 9 ]       |

### Coppie
| Anno | Località      | Oro                                    | Argento                               | Bronzo                              | Ref.        |
| 1986 | Francoforte   | Melanie Gaylor / Lee Barkell           | Colette May / Carl Nelson             | Kerstin Kiminus / Stefan Pfrengle   | [ 2 ]       |
| 1987 | Francoforte   | Jill Watson / Peter Oppegard           | Laurene Collin / John Penticost       | Brigitte Groh / Holger Maletz       | [ 2 ]       |
| 1989 | Gelsenkirchen | Elena Bechke / Denis Petrov            | Peggy Schwarz / Alexander König       | Calla Urbanski / Mark Naylor        | [ 2 ]       |
| 1990 | Gelsenkirchen | Natalia Mishkutionok / Artur Dmitriev  | Christine Hough / Doug Ladret         | Radka Kovaříková / René Novotný     | [ 10 ]      |
| 1991 | Gelsenkirchen | Isabelle Brasseur / Lloyd Eisler       | Evgenia Shishkova / Vadim Naumov      | Radka Kovaříková / René Novotný     | [ 11 ]      |
| 1992 | Gelsenkirchen | Mandy Wötzel / Ingo Steuer             | Kyoko Ina / Jason Dungjen             | Oksana Kazakova / Dmitri Sukhanov   | [ 12 ]      |
| 1993 | Gelsenkirchen | Evgenia Shishkova / Vadim Naumov       | Mandy Wötzel / Ingo Steuer            | Kyoko Ina / Jason Dungjen           | [ 13 ]      |
| 1994 | Gelsenkirchen | Mandy Wötzel / Ingo Steuer             | Oksana Kazakova / Dmitri Sukhanov     | Stephanie Stiegler / Lance Travis   | [ 2 ]       |
| 1995 | Gelsenkirchen | Marina Eltsova / Andrei Bushkov        | Mandy Wötzel / Ingo Steuer            | Elena Berezhnaya / Oleg Shliakhov   | [ 3 ]       |
| 1996 | Gelsenkirchen | Mandy Wötzel / Ingo Steuer             | Marina Eltsova / Andrei Bushkov       | Kyoko Ina / Jason Dungjen           | [ 3 ]       |
| 1997 | Gelsenkirchen | Mandy Wötzel / Ingo Steuer             | Elena Berezhnaya / Anton Sikharulidze | Evgenia Filonenko / Igor Marchenko  | [ 3 ]       |
| 1998 | Gelsenkirchen | Maria Petrova / Alexei Tikhonov        | Peggy Schwarz / Mirko Müller          | Tiffany Stiegler / Johnnie Stiegler | [ 3 ] [ 4 ] |
| 1999 | Gelsenkirchen | Maria Petrova / Alexei Tikhonov        | Jamie Salé / David Pelletier          | Shen Xue / Zhao Hongbo              | [ 3 ] [ 5 ] |
| 2000 | Gelsenkirchen | Sarah Abitbol / Stéphane Bernadis      | Maria Petrova / Alexei Tikhonov       | Tatiana Totmianina / Maxim Marinin  | [ 3 ] [ 6 ] |
| 2001 | Gelsenkirchen | Shen Xue / Zhao Hongbo                 | Kyoko Ina / John Zimmerman            | Maria Petrova / Alexei Tikhonov     | [ 14 ]      |
| 2002 | Gelsenkirchen | Shen Xue / Zhao Hongbo                 | Julia Obertas / Alexei Sokolov        | Dorota Zagórska / Mariusz Siudek    | [ 7 ]       |
| 2003 | Gelsenkirchen | Valérie Marcoux / Craig Buntin         | Julia Obertas / Sergei Slavnov        | Elizabeth Putnam / Sean Wirtz       | [ 1 ] [ 8 ] |
| 2004 | Gelsenkirchen | Viktoria Borzenkova / Andrei Chuvilaev | Valérie Marcoux / Craig Buntin        | Rebecca Handke / Daniel Wende       | [ 9 ]       |

### Danza su ghiaccio
| Anno | Località      | Oro                                     | Argento                                 | Bronzo                                  | Ref.        |
| 1986 | Francoforte   | Lia Trovati / Roberto Pelizzola         | Elizabeth Coates / Alan Abretti         | Dominique Yvon / Frédéric Palluel       | [ 2 ]       |
| 1987 | Francoforte   | Marina Klimova / Sergei Ponomarenko     | Antonia Becherer / Ferdinand Becherer   | Michela Malingambi / Andrea Gilardi     | [ 2 ]       |
| 1989 | Gelsenkirchen | Maya Usova / Alexander Zhulin           | Suzanne Semanick / Ron Kravette         | Andrea Weppelmann / Hendryk Schamberger | [ 2 ]       |
| 1990 | Gelsenkirchen | Irina Romanova / Igor Yaroshenko        | April Sargent / Russ Witherby           | Anna Croci / Luca Mantovani             | [ 2 ]       |
| 1991 | Gelsenkirchen | Tatiana Navka / Samuel Gezalian         | Kateřina Mrázová / Martin Šimeček       | April Sargent / Russ Witherby           | [ 2 ]       |
| 1992 | Gelsenkirchen | Anjelika Krylova / Vladimir Fedorov     | Stefania Calegari / Pasquale Camerlengo | Jennifer Goolsbee / Hendryk Schamberger | [ 2 ]       |
| 1993 | Gelsenkirchen | Irina Romanova / Igor Yaroshenko        | Kateřina Mrázová / Martin Šimeček       | Elena Kustarova / Oleg Ovsyannikov      | [ 2 ]       |
| 1994 | Gelsenkirchen | Marina Anissina / Gwendal Peizerat      | Margarita Drobiazko / Povilas Vanagas   | Jennifer Boyce / Michael Brunet         | [ 2 ]       |
| 1995 | Gelsenkirchen | Anjelika Krylova / Oleg Ovsyannikov     | Irina Romanova / Igor Yaroshenko        | Irina Lobacheva / Ilia Averbukh         | [ 3 ]       |
| 1996 | Gelsenkirchen | Anjelika Krylova / Oleg Ovsyannikov     | Shae-Lynn Bourne / Victor Kraatz        | Sophie Moniotte / Pascal Lavanchy       | [ 3 ]       |
| 1997 | Gelsenkirchen | Anjelika Krylova / Oleg Ovsyannikov     | Marina Anissina / Gwendal Peizerat      | Irina Romanova / Igor Yaroshenko        | [ 3 ]       |
| 1998 | Gelsenkirchen | Anjelika Krylova / Oleg Ovsyannikov     | Shae-Lynn Bourne / Victor Kraatz        | Kati Winkler / René Lohse               | [ 3 ] [ 4 ] |
| 1999 | Gelsenkirchen | Shae-Lynn Bourne / Victor Kraatz        | Kati Winkler / René Lohse               | Albena Denkova / Maxim Staviski         | [ 3 ] [ 5 ] |
| 2000 | Gelsenkirchen | Barbara Fusar-Poli / Maurizio Margaglio | Margarita Drobiazko / Povilas Vanagas   | Shae-Lynn Bourne / Victor Kraatz        | [ 3 ] [ 6 ] |
| 2001 | Gelsenkirchen | Barbara Fusar-Poli / Maurizio Margaglio | Marie-France Dubreuil / Patrice Lauzon  | Natalia Romaniuta / Daniil Barantsev    | [ 2 ]       |
| 2002 | Gelsenkirchen | Albena Denkova / Maxim Staviski         | Galit Chait / Sergej Sachnovskij        | Kati Winkler / René Lohse               | [ 7 ]       |
| 2003 | Gelsenkirchen | Marie-France Dubreuil / Patrice Lauzon  | Kati Winkler / René Lohse               | Federica Faiella / Massimo Scali        | [ 1 ] [ 8 ] |
| 2004 | Gelsenkirchen | Albena Denkova / Maxim Staviski         | Isabelle Delobel / Olivier Schoenfelder | Ekaterina Rubleva / Ivan Shefer         | [ 15 ]      |